# Симоненко (село)
Симоне́нко (до 1948 года Эльгеры́-Абла́м, Ильгери́-Абла́м; укр. Симоненко, крымскотат. İlgeri Ablam, Ильгери Аблам) — село в Красногвардейском районе Республики Крым, входит в состав Краснознаменское сельское поселение (согласно административно-территориальному делению Украины — Краснознаменского сельского совета Автономной Республики Крым).

## Население
| 2001 | 2014 |
| ---- | ---- |
| 259  | ↘126 |

Всеукраинская перепись 2001 года показала следующее распределение по носителям языка
| Язык             | Процент |
| ---------------- | ------- |
| русский          | 52.51   |
| крымскотатарский | 37.07   |
| украинский       | 9.27    |

### Динамика численности
| - 1805 год — 84 чел. - 1864 год — 15 чел. - 1889 год — 95 чел. - 1892 год — 24 чел. - 1900 год — 24 чел. - 1904 год — 50 чел. - 1915 год — 14/36 чел. | - 1918 год — 75 чел. - 1926 год — 166 чел. - 1939 год — 210 чел. - 1989 год — 945 чел. - 2001 год — 259 чел. - 2009 год — 177 чел. - 2014 год — 126 чел. |

## Современное состояние
На 2017 год в Симоненко числится 6 улиц; на 2009 год, по данным сельсовета, село занимало площадь 36,9 гектара на которой, в 53 дворах, проживало 177 человек. Село связано автобусным сообщением с райцентром и соседними населёнными пунктами.

## География
Симоненко — село на крайнем юго-западе района, в степном Крыму, у границы с Сакским районом, высота центра села над уровнем моря — 75 м. Соседние сёла: Трактовое в 0,5 км на север и Зерновое Сакского района в 1,5 км на запад. Расстояние до райцентра — около 48 километров (по шоссе), ближайшая железнодорожная станция — Элеваторная — примерно в 21 километре.

## История
Название села включает элемент «эльгеры» (в оригинале ильгери), что в тюркских языках означает «передний».
Первое документальное упоминание села встречается в Камеральном Описании Крыма… 1784 года, судя по которому, в последний период Крымского ханства Аблан Иллери Кесек входил в Ташлынский кадылык Акмечетского каймаканства. После присоединения Крыма к России (8) 19 апреля 1783 года, (8) 19 февраля 1784 года, именным указом Екатерины II сенату, на территории бывшего Крымского Ханства была образована Таврическая область и деревня была приписана к Евпаторийскому уезду. Перед самым путешествием императрицы в Крым (направляясь в её свиту) в начале мая 1787 года в деревне побывал граф де Лудольф из Неаполитанского королевства и оставил краткое описание
…к наступлению ночи добрались до татарского селения Уш-Авлама… …жилища татар находятся в земле, видны только одни крыши, большею частью крытые сеном или землей с отверстием наверху для дыма. Эти логовища крайне сыры и вонючи, воздух в них не проникает, а коровий навоз, которым их топят за отсутствием дров, придает невыносимый запах не только самому помещению и съестным припасам, но и обитающим в них татарам, которых чувствуешь обонянием на большом расстоянии. Обыкновенно возле их жилищ находятся и еще жилые помещения для их жен, которых они держат взаперти, будучи крайне ревнивы.
 После Павловских реформ, с 1796 по 1802 год, входила в Акмечетский уезд Новороссийской губернии. По новому административному делению, после создания 8 (20) октября 1802 года Таврической губернии, Элгеры-Аблам был включён в состав Урчукской волости Евпаторийского уезда.
По Ведомости о волостях и селениях, в Евпаторийском уезде с показанием числа дворов и душ… от 19 апреля 1806 года, в деревне Элгеры-Аблам числилось 12 дворов, 82 крымских татарина и 2-е ясыров. На военно-топографической карте генерал-майора Мухина 1817 года деревня Елгеры аблан обозначена с 4 дворами. После реформы волостного деления 1829 года Эллеры Аблам, согласно «Ведомости о казённых волостях Таврической губернии 1829 года», остался в составе Урчукской волости. На карте 1836 года в деревне 3 двора, а на карте 1842 года обозначена условным знаком «малая деревня», то есть, менее 5 дворов.
В 1860-х годах, после земской реформы Александра II, деревню приписали к Абузларской волости того же уезда. Согласно «Памятной книжке Таврической губернии за 1867 год», деревня была покинута жителями, вследствие эмиграции крымских татар, особенно массовой после Крымской войны 1853—1856 годов, в Турцию и лежала в развалинах. В «Списке населённых мест Таврической губернии по сведениям 1864 года», составленном по результатам VIII ревизии 1864 года, Эльгери-Аблам — владельческая татарская деревня, с 2 дворами и 15 жителями при колодцах. На трехверстовой карте 1865—1876 года в деревне 14 дворов.
В «Памятной книге Таврической губернии 1889 года», по результатам Х ревизии 1887 года, записана Ильгери-Аблам, с 19 дворами и 95 жителем, возможно, уже немецкое село, хотя Энциклопедический словарь Немцы России приводит другую дату основания — 1890 год. Согласно «…Памятной книжке Таврической губернии на 1892 год», в деревне Эльгеры-Аблам, входившей в Биюк-Токсабинский участок, числилось 24 жителя в 1 домохозяйстве.
После земской реформы 1890-х годов (в Евпаторийском уезде она прошла позже остальных, в середине десятилетия), Эльгери-Аблам отнесли к Кокейской волости того же уезда. По «…Памятной книжке Таврической губернии на 1900 год» в деревне Аблам-Эльгери числилось 24 жителя в 18 дворах. В 1904 году, согласно Энциклопедическому словарю, в деревне было 50 жителей. На 1914 год в селении действовала лютеранская школа грамотности. По Статистическому справочнику Таврической губернии. Ч.II-я. Статистический очерк, выпуск пятый Евпаторийский уезд, 1915 год, в деревне Эльгеры-Аблам Кокейской волости Евпаторийского уезда числилось 12 дворов (10 дворов с землёй, 2 — безземельные) с немецким населением в количестве 14 человек приписных жителей и 36 — «посторонних», из которых 25 мужчин и 25 женщин. Жители владели 1948 десятинами удобной земли. В хозяйствах имелось 150 лошадей, 200 волов, 75 коров и 100 голов мелкого скота (к 1918 году население составило 75 человек). Согласно списку 1915 года «…русских подданных из австрийских, венгерских или германских выходцев» землевладельцев, опубликованном в газете «Таврические губернские ведомости» в апреле 1915 года, при деревне Эльгеры-Аблам значатся крымские немцы Безганс Генрих Якубович, имевший 250 десятин, Безганс Вильгельм Генрихович — 100 дес., Дубс Амалия Иоганесовна — 37,5 дес. Кляусы: Готлиб Готлибович — 375 дес. и Людвиг Готлибовичч — 300 дес. и Фиттерер, Франц Петрович — 350 дес..
После установления в Крыму Советской власти, по постановлению Крымревкома от 8 января 1921 года была упразднена волостная система и село включили в состав вновь созданного Сарабузского района Симферопольского уезда, а в 1922 году уезды получили название округов. 11 октября 1923 года, согласно постановлению ВЦИК, в административное деление Крымской АССР были внесены изменения, в результате которых был ликвидирован Сарабузский район и образован Симферопольский и село включили в его состав. Согласно Списку населённых пунктов Крымской АССР по Всесоюзной переписи 17 декабря 1926 года, в селе Эльгеры-Аблам Джума-Абламского сельсовета Симферопольского района, числилось 33 двора, из них 28 крестьянских, население составляло 166 человек. В национальном отношении учтено: 115 немцев, 43 русских, 4 украинцев и 3 татар, 1 записан в графе «прочие», действовала немецкая школа. Постановлением ВЦИК «О реорганизации сети районов Крымской АССР» от 30 октября 1930 года, был создан немецкий национальный (лишённый статуса национального постановлением Оргбюро ЦК КПСС от 20 февраля 1939 года) Биюк-Онларский район и село включили в его состав. По данным всесоюзной переписи населения 1939 года в селе проживало 210 человек. Вскоре после начала Великой Отечественной войны, 18 августа 1941 года крымские немцы были выселены, сначала в Ставропольский край, а затем в Сибирь и северный Казахстан.
После освобождения Крыма от фашистов в апреле, 12 августа 1944 года было принято постановление № ГОКО-6372с «О переселении колхозников в районы Крыма» и в сентябре 1944 года в район приехали первые новоселы (57 семей) из Винницкой и Киевской областей, а в начале 1950-х годов последовала вторая волна переселенцев из различных областей Украины. С 25 июня 1946 года Эльгеры-Аблам в составе Крымской области РСФСР. Указом Президиума Верховного Совета РСФСР от 18 мая 1948 года, Эльгеры-Аблам переименовали в Симоненко. Новое название присвоено в память о Герое Советского Союза, лётчике Алексее Симоненко (1917—1945). 26 апреля 1954 года Крымская область была передана из состава РСФСР в состав УССР. Время включения в Краснознаменский сельсовет пока не установлено: на 15 июня 1960 года село уже числилось в его составе. Указом Президиума Верховного Совета УССР «Об укрупнении сельских районов Крымской области», от 30 декабря 1962 года, Симоненко присоединили к Красногвардейскому району. По данным переписи 1989 года в селе проживало 945 человек. С 12 февраля 1991 года село в составе восстановленной Крымской АССР, 26 февраля 1992 года переименованной в Автономную Республику Крым. С 12 февраля 1991 года село в восстановленной Крымской АССР, 26 февраля 1992 года переименованной в Автономную Республику Крым. С 21 марта 2014 года в составе Крыма аннексировано Россией.